# Триджилья, Карло
Карло Триджилья (итал. Carlo Trigilia; род. 18 июня 1951, Сиракузы) — итальянский социолог и политик, министр развития территорий (2013—2014).

## Биография
Ординарный профессор экономической социологии на политологическом факультете Флорентийского университета (Институт Чезаре Альфьери). Работает в фонде Italianieuropei, который возглавляют Д’Алема и Амато. Профессионально занимается проблемами местного развития, обновления, развития городов, Юга Италии и вообще — связями между политикой и экономикой. Является директором Европейского исследовательского центра проблем местного и регионального развития (Centro Europeo di Studi sullo Sviluppo Locale e Regionale или CESVI) Флорентийского университета. Преподавал в ряде иностранных университетов, включая Гарвардский, состоит в редакционных советах журнала «Stato e Mercato» и «Il Mulino». Член Итальянского совета общественных наук (Consiglio Italiano per le Scienze Sociali, CSS), президент Фонда RES (Институт исследования экономики и общества на Сицилии — Istituto di Ricerca su Economia e Società in Sicilia).
С 28 апреля 2013 по 22 февраля 2014 года являлся министром без портфеля по развитию территорий в правительстве Летта.

## Труды
- Grandi partiti e piccole imprese: comunisti e democristiani nelle regioni a economia diffusa, Bologna, Il Mulino, 1986
- Sviluppo senza autonomia. Effetti perversi delle politiche nel Mezzogiorno, Bologna, Il Mulino, 1992 ISBN 88-15-03625-3
- Sociologia economica. Stato, mercato e società nel capitalismo moderno, Bologna, Il Mulino, 1998
- Local Production Systems in Europe. Rise or Demise?, Oxford, Oxford University Press, 2001
- Economic sociology: state, market, and society in modern capitalism, Oxford, Blackwell, 2002 ISBN 0-631-22536-6
- I sistemi di produzione locale in Europa, Bologna, Il Mulino, 2004
- Changing Governance of Local Economies, Oxford, Oxford University Press, 2004
- Sviluppo locale. Un progetto per l’Italia, Bari, Laterza, 2005
- Economic Sociology. «International Encyclopedia of Economic Sociology», London, Routledge, 2005
- Introduzione: Storia Economica di Max Weber, Roma, Donzelli, 1993, riedito nel 2007
- La costruzione sociale dell’innovazione: economia, società e territorio, Firenze University Press, 2008
- Sociologia economica: stato, mercato e società nel capitalismo moderno, 2 voll, Bologna, Il Mulino, 2009 ISBN 88-15-06578-4
- Non c'è Nord senza Sud, Bologna, Il Mulino, 2012